# 2013年6月臺灣
| << | 2013年6月 （民國102年） | >> |    |    |    |    |
| \| 日 \| 一 \| 二 \| 三 \| 四 \| 五 \| 六 \| \| \| \| \| \| \| \| 1 \| \| 2 \| 3 \| 4 \| 5 \| 6 \| 7 \| 8 \| \| 9 \| 10 \| 11 \| 12 \| 13 \| 14 \| 15 \| \| 16 \| 17 \| 18 \| 19 \| 20 \| 21 \| 22 \| \| 23 \| 24 \| 25 \| 26 \| 27 \| 28 \| 29 \| \| 30 \| \| \| \| \| \| \| |                         |    |    |    |    |    |
| 臺灣新聞動態／維基新聞 |                         |    |    |    |    |    |
| 世界／中国大陆／臺灣 |                         |    |    |    |    |    |
| 日 | 一                      | 二 | 三 | 四 | 五 | 六 |
| |                         |    |    |    |    | 1  |
| 2 | 3                       | 4  | 5  | 6  | 7  | 8  |
| 9 | 10                      | 11 | 12 | 13 | 14 | 15 |
| 16 | 17                      | 18 | 19 | 20 | 21 | 22 |
| 23 | 24                      | 25 | 26 | 27 | 28 | 29 |
| 30 |                         |    |    |    |    |    |

## 6月2日
- 南投縣發生芮氏規模6.4的地震，震央位於南投縣仁愛鄉，是今年以來最大的地震。[1]

## 6月3日
- 經濟部智慧財產局宣佈由行政機關認定，再由司法機關審核後封鎖境外侵權網站的方式，不再推動。[2][3][4][5]

## 6月8日
- 連接基隆火車站前後站的「中山人行陸橋」上午倒塌，1女子摔落受傷，並造成火車軌道單線封閉。[6]

## 6月12日
- 臺中，劍井取午時水 相傳喝了保平安。[7]

## 6月16日
- 疾病管制局副局長周志浩對外公佈，「愛滋病」新增通報感染數中，其15歲至24歲感染人數 分占當年度總通報數如: 2010年的（26.2%）、2011年的（27.5%）、2012年的（28.6%），除每年持續上升外，其新增染者亦以學生佔多數。[8]

## 6月17日
- 警政署統計數據指出，自6月13日起~至6月17日止，全臺灣出現高達111件的駕駛人員，因擔心遭移送，致而留下前科紀錄，情願被「直接罰款9萬元」，也不願接受酒測，以此規避刑責。內政部長李鴻源表示，已與交通部達成共識，未來將採「非侵入式之"強制酒測"」以取代目前檢測不順之作法。[9]

## 6月18日
- 臺灣自3月1日新版「酒駕新制」公佈實施後，首宗因「酒駕後，拒絕酒測」。被檢警以「強制抽血」，抽驗出其酒測值超標達0.59毫克，（法規標準值-血中濃度0.05毫克）。其遭以「公共危險」罪嫌名義移送台北地檢署查辦。[10][11][12]
- 警政署今公佈統計數據指出，自6月13日起~至6月17日止，「酒駕新制全臺灣大執法」已取締1,520件（含違規352件、移送法辦1,021件、拒測145件、不依指示接受稽查2件）。[13]

## 6月19日
- 嘉義縣阿里山公路48.5公里處（番路鄉龍美路段），一浙江旅行團之遊覽車，今午後發生車禍事故，造成1人死亡2重傷4輕傷之事件。[14][15]

## 6月20日
- 醒吾科技大學民調中心公佈「十二年國教政策-家長"不瞭解度"」之調查結果，針對政策中四大議題，其中以「高中職的課程規劃」（60%）為最高，其次為「高中職入學方式」（55%）、「學費」（42%）、「實施日程」（41%）。另外，贊成設立「排富條款」的家長有（68%）。[16]
- 行政院衛生署公佈「國民最新十大死因統計分析」結果，其中15歲至24歲青年的死因排行，愛滋病首次入榜。且其感染人數易持續增加中，累計2013年5月31日止，全臺灣感染人數已達2萬6,050人。[17]

## 6月21日
- 核一廠歲修，核二廠跳機，北台缺電百萬度，為近12年以來首次供電缺口超過100萬度。[18]
- 在未舉辦過任何的公聽會、未經過立法院同意，偷偷簽署兩岸服務業貿易協議。[19]

## 6月22日
- 南投出現全球首例的禽流感H6N1個案。[20][21]

## 6月24日
- 長榮集團張榮發之先室（前妻）的發喪公告，6月15日往生於台大醫院，預定7月11日於台北市第一殯儀館舉行公祭。[來源請求]

## 6月29日
- 竹聯幫大老「白狼」張安樂結束長達17年的逃亡生涯，從上海搭機返台，入境松山機場，中華統一促進黨率眾迎接黨總裁，現場派警500多人戒護。下午裁定以新台幣100萬交保並限制住居。[22]